# Kontrastbländning
Kontrastbländning är ett synfenomen i form av bländning som inträffar då ljuskällors luminansskillnader är för stora. Ögat dras till det ljusaste och därför är det obehagligt om omgivningen runt det som är i blickfokus är alltför ljus.